# Aeroclube Plaza Show

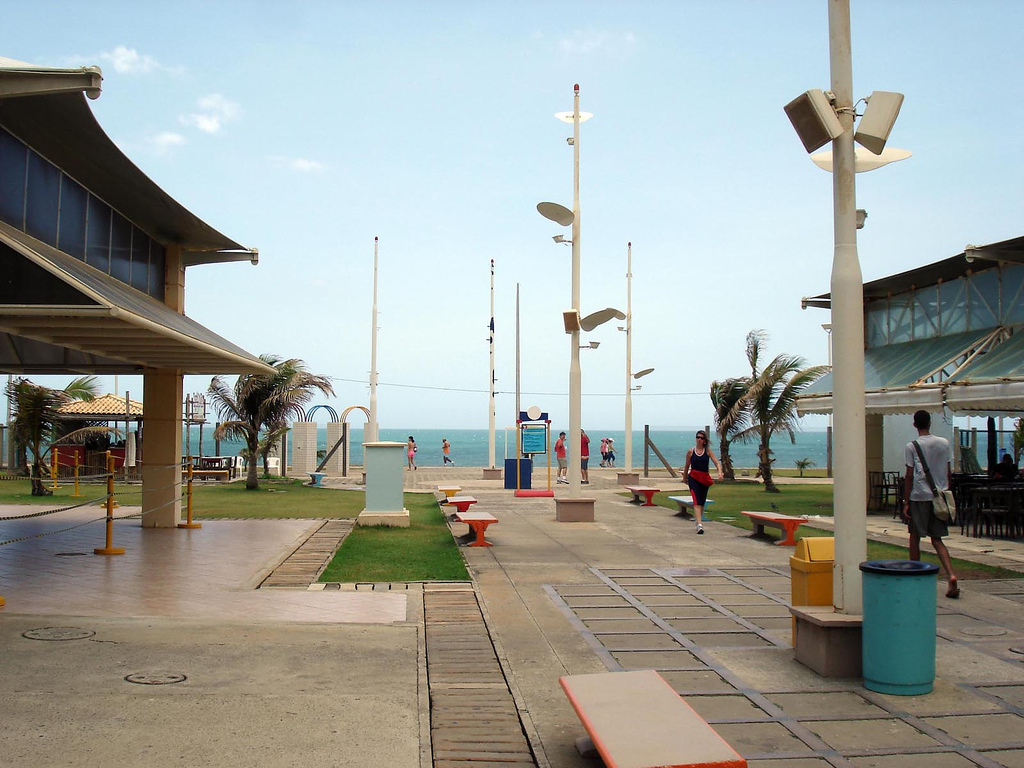
Interior do shopping, em 2005.

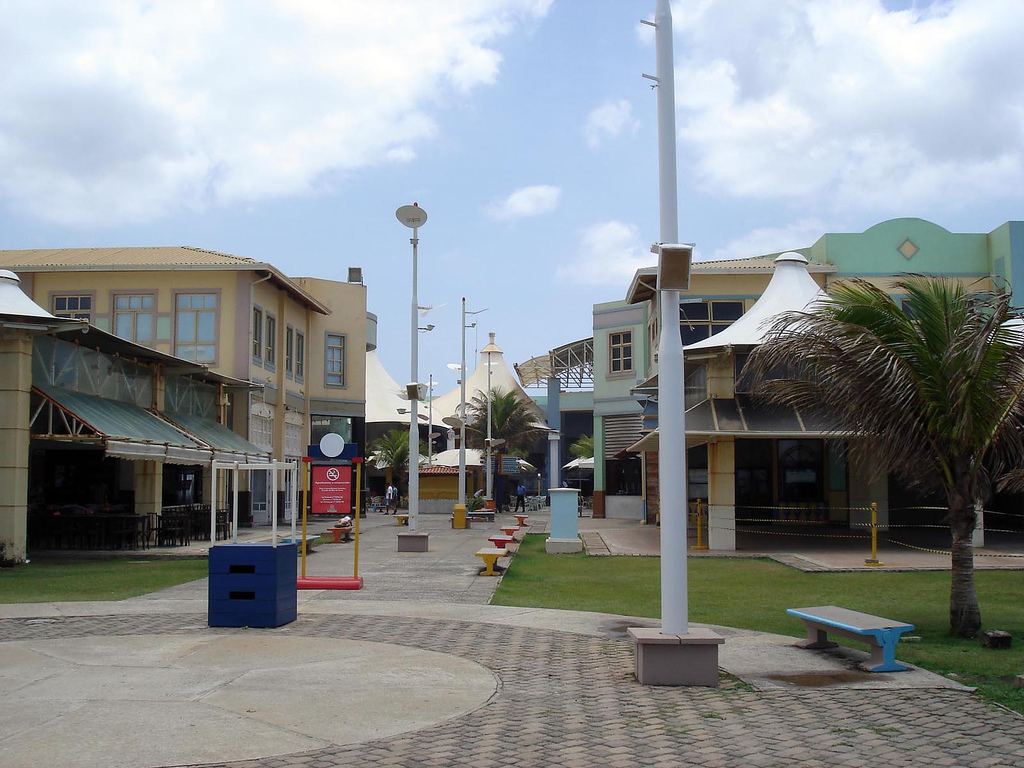
Área interna no ano de 2005.

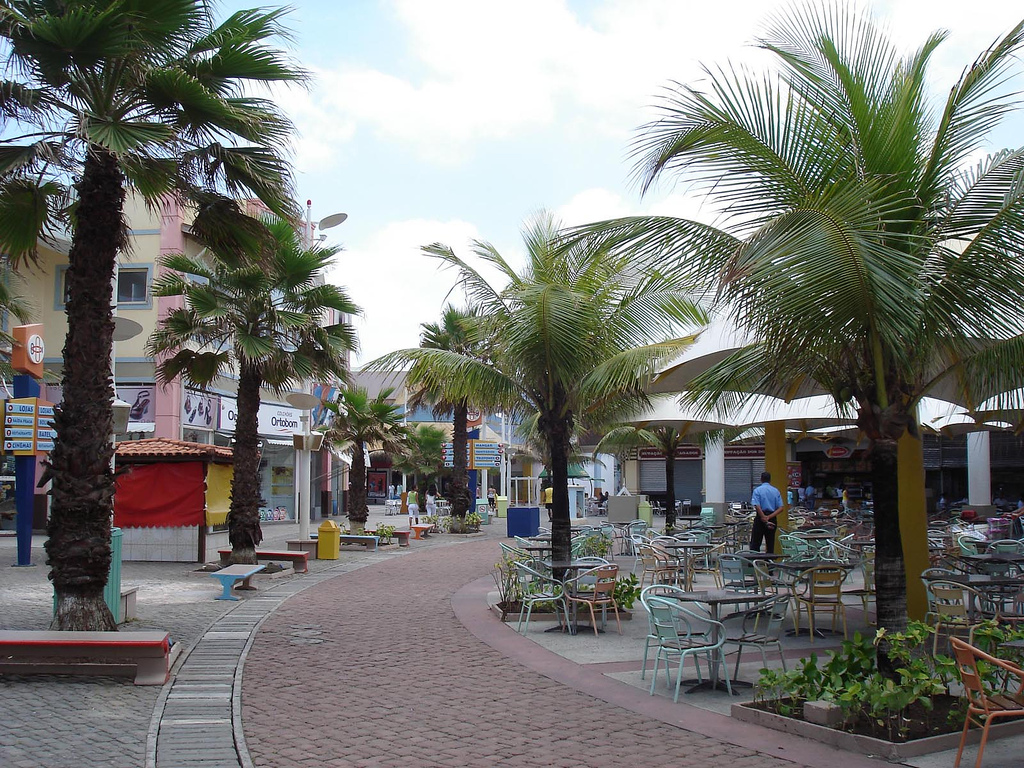
Praça de alimentação em 2005.

O Aeroclube Plaza Show foi um centro comercial de Salvador, no estado brasileiro da Bahia, localizado na Avenida Otávio Mangabeira, entre bairros da Boca do Rio e Jardim Armação. Inaugurado em 21 de outubro de 1999 em área concedida pela prefeitura de Salvador, foi o primeiro shopping soteropolitano ao ar livre, todavia, entrou em decadência comercial e processos judiciais.
Em janeiro de 2016, a Prefeitura confirmou negociações para que uma empresa assuma a concessão para a construção de um parque aquático no lugar do centro comercial. O projeto do Shopping Bosque levado pelo Grupo Jereissati está paralisado e pouco andou a construção do Parque dos Ventos, que permanece assegurado mesmo com a possibilidade de mudança no outro lado do terreno. O parque poderia ser uma filial do Beach Park, do litoral cearense, que está estudando expandir-se pelo Nordeste do Brasil. Se concretizado, Salvador voltaria a ter um parque aquático desde o fechamento do Wet'n Wild.

## História
A partir de um investimento da ordem de 50 milhões de reais, em 1999, foi construído o maior festival center da América Latina em uma área de 28 mil metros quadrados à beira-mar.. Houve a geração de 10 mil empregos diretos e indiretos, através de cerca de 140 operações dentre restaurantes, cafés, lojas, serviços, farmácias, agência de turismo, bancos, ópticas e joalheria. Além do complexo cinematográfico da UCI (que desativou suas atividades em 2014), havia a casa noturna de shows Rock in Rio Café, o restaurante temático Café Cancun, a academia Hangar 45, as diversões e os jogos eletrônicos do Magic Games, o Boliche Aeroclube, as lojas de vendas de abadás para os blocos do Carnaval de Salvador Central do Carnaval e Axé Mix, além de um mini kart e minigolfe
Em 2006, motivada pelo declínio do público frequentador e com várias lojas fechadas, a administração do Aeroclube iniciou uma campanha de revitalização, em consenso com os empreendedores e lojistas do Shopping. A proposta foi aprovada na Câmara dos Vereadores de Salvador, através de uma lei que permitia a revitalização do empreendimento.[carece de fontes?]
Então em 2007, sobreveio o conceito "Aeroclube Shopping & Office", que utilizava parte da estrutura para escritórios. Os empreendedores acenaram agora com as lojas âncoras, tradicional estratégia para atrair consumidores – o que ainda teve que ser submetido aos órgãos competentes na época num investimento de R$ 50 milhões.
Em janeiro de 2008, a Justiça embargou as obras, em razão de uma ação pública movida pelo advogado Celson Ricardo. Este mesmo advogado dizia, também, estar representando os interesses da comunidade da Boca do Rio. A ação questionava principalmente a necessidade de autorização do Instituto do Patrimônio Histórico e Artístico Nacional (IPHAN) para a obras de reforma, em face do tombamento da paisagem à frente do Aeroclube (Praia do Chega Nego a Piatã). Sem questionar o tombamento (discutível em face da mudança de interpretação do IPHAN, que resultou no extremo aumento da paisagem tombada – de Praia do Chega Nego e Piatã, para Praia do Chega Nego a Piatã), o Aeroclube solicitou autorização ao IPHAN. Após atender todas as exigências e condicionantes deste órgão, o Aeroclube obteve a autorização necessária para a reforma e revitalização do empreendimento.
Em 2010, a Justiça Federal da Bahia, em primeiro grau, proferiu sentença totalmente favorável ao Aeroclube. Nesta sentença, a Justiça Federal rejeitou todas as alegações do Autor Popular, o advogado Celso Ricardo, evidenciando que o empreendimento atendia as condições necessárias para retomar as obras de reforma e revitalização. Os membros da comunidade da Boca do Rio que apoiavam o Celso Ricardo (e o constituíram como advogado para propor ação contra o Aeroclube) voltaram atrás na ação e revogaram, em novembro de 2010, o mandato de procuração concedida ao advogado. Os moradores da região afirmaram ser os maiores prejudicados com o embargo do shopping, uma vez que se beneficiavam com os empregos gerados pelo empreendimento e sua área de lazer.[carece de fontes?] A questão do desembargo da obra dependia, ainda, da posição do Tribunal Regional Federal da 1ª Região, que autorizou em agosto de 2011 a retomada das obras de revitalização do empreendimento. O projeto seguinte de revitalização do shopping previa operações de lojas pioneiras na Bahia, exclusivas do Aeroclube, e uma área de compras e escritórios empresariais. Além disso, também estava prevista a construção do Parque Atlântico (ou Parque dos Ventos), um parque metropolitano na orla da Boca do Rio com previsão de se tornar um novo cartão-postal de Salvador.
Em 2012, em regime de comodato, a 39ª Companhia Independente da Polícia Militar foi transferida do Costa Azul para o empreendimento, servindo os bairros da Boca do Rio, Stiep, Costa Azul, Imbuí, Pituaçu, Patamares e Jardim Armação, o que significa 20 km² de área habitada por 130 mil pessoas.
Apesar da disputa judicial, em 2012, o Consórcio Parques Urbanos teve a concessão municipal prorrogada até 2056., como compensação aos prejuízos do embargo, porém sem a construção do Parque Atlântico. Ademais, foi ainda perdoada os 15 milhões de reais de dívida pelo IPTU. O empreendimento encontra-se nos projetos da Prefeitura de revitalização da orla soteropolitana, prevendo demolição Entretanto, novas denúncias foram feitas sobre seis crimes ambientais cometidos durante a reforma.

### Fechamento e novo projeto
Em 2014, a prefeitura assinou o contrato com o Consórcio Parques Urbanos para a construção do Parque Atlântico e renovação do Aeroclube Plaza Show, ficando o terreno sob controle do grupo privado até 2052. O parque será integrado ao Aeroclube, construído como contrapartida à cidade. O Consórcio irá investir R$ 10 milhões na construção do parque e R$ 1,8 milhão anuais na manutenção do espaço público. Ao todo serão R$ 40 milhões em contrapartida à cidade, incluindo a viabilização para duas passarelas na região, uma via alternativa entre o shopping e a orla, pontos de ônibus e outras intervenções no trânsito. Todas essas modificações estão previstas na Lei Municipal 7.014/2006. O Parque Atlântico tem projeto arquitetônico assinado pela paisagista Rosa Kliass. No total, incluindo o shopping, a área será de 250 mil m².
O Grupo Jereissati juntamente com outros sócios serão os investidores do novo projeto e quando estivesse pronto se chamaria "Bosque da Orla" ou informalmente "Novo Aeroclube".
O shopping seria fechado e climatizado aproveitando a luz natural da região e funcionará de maneira integrada ao parque distribuído em dois pavimentos.
O shopping terá restaurantes (haverá uma área de restaurantes no segundo andar com vista para o mar), cinemas, academias e lojas âncoras. No total, serão 270 lojas satélites, 2 lojas âncoras, 5 lojas megas, 8 restaurantes, 1 cinema com 7 salas e 2.676 vagas de estacionamento (uma parte coberta). O investimento total será de R$ 225 milhões (incluindo o parque), com previsão de conclusão em 2 anos, embora o parque possa ser concluído antes. Toda a estrutura antiga do Aeroclube será demolida para a construção da nova obra. O empreendimento vai gerar 5.000 empregos, sendo 3.000 diretos e 2.000 indiretos. Durante as obras, serão 2 mil empregos.
A demolição da antiga estrutura se iniciou em 5 de maio e entre o processo de demolição e retirada do entulho estimou o prazo em 60 dias para o processo. A última estrutura que funcionava, no antigo Aeroclube, foi o cinema, que encerrou as atividades na semana anterior à demolição.
O projeto do novo shopping que seria construido na área não saiu do papel, e em 26 de janeiro de 2020, foi inaugurado pela Prefeitura de Salvador, no local, o novo Centro de Convenções de Salvador, 4 anos depois do desabamento do antigo Centro de Convenções (este, pertencente ao estado).